# Canton du Sancy
Le canton du Sancy est une circonscription électorale française du département du Puy-de-Dôme.

## Histoire
Un nouveau découpage territorial du Puy-de-Dôme entre en vigueur à l'occasion des élections départementales de 2015. Il est défini par le décret du 21 février 2014, en application des lois du 17 mai 2013 (loi organique 2013-402 et loi 2013-403). Les conseillers départementaux sont, à compter de ces élections, élus au scrutin majoritaire binominal mixte. Les électeurs de chaque canton élisent au Conseil départemental, nouvelle appellation du Conseil général, deux membres de sexe différent, qui se présentent en binôme de candidats. Les conseillers départementaux sont élus pour 6 ans au scrutin binominal majoritaire à deux tours, l'accès au second tour nécessitant 12,5 % des inscrits au 1er tour. En outre la totalité des conseillers départementaux est renouvelée. Ce nouveau mode de scrutin nécessite un redécoupage des cantons dont le nombre est divisé par deux avec arrondi à l'unité impaire supérieure si ce nombre n'est pas entier impair, assorti de conditions de seuils minimaux. Dans le Puy-de-Dôme, le nombre de cantons passe ainsi de 61 à 31.
Le canton du Sancy est formé de communes des anciens cantons de Tauves (6 communes), de La Tour-d'Auvergne (8 communes), de Besse-et-Saint-Anastaise (10 communes), de Rochefort-Montagne (3 communes), de Champeix (15 communes) et d'Issoire (2 communes). Avec ce redécoupage administratif, le territoire du canton s'affranchit des limites d'arrondissements, avec 41 communes incluses dans l'arrondissement d'Issoire et trois dans celui de Clermont-Ferrand. Le bureau centralisateur est situé à La Bourboule.
À la suite de la création dans le Puy-de-Dôme, à partir de 2015, de plusieurs communes nouvelles, la liste des communes de plusieurs cantons est actualisée par un décret du 7 novembre 2019. Ce canton compte dès lors 43 communes.

## Représentation
| Période élective | Période élective | Mandat | Mandat   | Identité         | Nuance | Nuance | Qualité |
| ---------------- | ---------------- | ------ | -------- | ---------------- | ------ | ------ | --- |
| 2015             | 2021             | 2015   | 2021     | Élisabeth Crozet |        | PS     | Gérante de société 1re adjointe au maire de Saint-Nectaire (2008-2014) 8e vice-présidente du Conseil départemental (2015-2018) : Autonomie des personnes, soutien à domicile, prévention prestations - MDPH Conseillère municipale de Saint-Nectaire (2020 - en cours) |
| 2015             | 2021             | 2015   | 2021     | Lionel Gay       |        | DVG    | Directeur territorial Maire de Besse-et-Saint-Anastaise (depuis 2012) Ancien conseiller général du canton de Besse-et-Saint-Anastaise (2008-2015) Président de la CC du Massif du Sancy (depuis 2014)                                                                  |
| 2021             | 2028             | 2021   | en cours | Élisabeth Crozet |        | PS     | Conseillère sortante |
| 2021             | 2028             | 2021   | en cours | Lionel Gay       |        | DVG    | Conseiller sortant |

### Résultats détaillés

#### Élections de mars 2015
À l'issue du 1er tour des élections départementales de 2015, deux binômes sont en ballottage : Élisabeth Crozet et Lionel Gay (Union de la Gauche, 48,51 %) et Ginette Raynaud et Christophe Serre (Union de la Droite, 34,82 %). Le taux de participation est de 57,1 % (9 791 votants sur 17 147 inscrits) contre 52,8 % au niveau départemental et 50,17 % au niveau national.
Au second tour, Élisabeth Crozet et Lionel Gay (Union de la Gauche) sont élus avec 55,85 % des suffrages exprimés et un taux de participation de 58,29 % (5 192 voix pour 9 994 votants et 17 146 inscrits).
Elisabeth Crozet siège dans le groupe socialiste et apparentés au conseil départemental.
Lionel Gay est membre du groupe "La Gauche 63" (opposition départementale).

#### Élections de juin 2021
Le premier tour des élections départementales de 2021 est marqué par un très faible taux de participation (33,26 % au niveau national). Dans le canton du Sancy, ce taux de participation est de 42,74 % (7 168 votants sur 16 773 inscrits) contre 36,11 % au niveau départemental. À l'issue de ce premier tour, deux binômes sont en ballottage : Élisabeth Crozet et Lionel Gay (Union à gauche, 49,52 %) et Frédéric Echavidre et Claude Sarlieve (Union à droite, 31,17 %).
Le second tour des élections est marqué une nouvelle fois par une abstention massive équivalente au premier tour. Les taux de participation sont de 34,36 % au niveau national, 37,4 % dans le département et 45,65 % dans le canton du Sancy. Élisabeth Crozet et Lionel Gay (Union à gauche) sont élus avec 54,6 % des suffrages exprimés (3 944 voix pour 7 656 votants et 16 772 inscrits),,.

## Composition
Lors du redécoupage de 2014, le canton du Sancy comprenait quarante-quatre communes entières.
À la suite de la création de la commune nouvelle de Saint-Diéry au 1er janvier 2019, le canton comprend désormais quarante-trois communes entières.
| Nom                                  | Code Insee | Intercommunalité        | Superficie (km2) | Population (dernière pop. légale) | Densité (hab./km2) | Modifier                                    |
| ------------------------------------ | ---------- | ----------------------- | ---------------- | --------------------------------- | ------------------ | ------------------------------------------- |
| La Bourboule (bureau centralisateur) | 63047      | CC du Massif du Sancy   | 12,74            | 1 739 (2022)                      | 136                | modifier les données · modifier les données |
| Avèze                                | 63024      | CC Dômes Sancy Artense  | 22,07            | 159 (2022)                        | 7,2                | modifier les données · modifier les données |
| Bagnols                              | 63028      | CC Dômes Sancy Artense  | 42,46            | 402 (2022)                        | 9,5                | modifier les données · modifier les données |
| Besse-et-Saint-Anastaise             | 63038      | CC du Massif du Sancy   | 72,38            | 1 445 (2022)                      | 20                 | modifier les données · modifier les données |
| Chambon-sur-Lac                      | 63077      | CC du Massif du Sancy   | 46,93            | 407 (2022)                        | 8,7                | modifier les données · modifier les données |
| Champeix                             | 63080      | CA Agglo Pays d'Issoire | 12,12            | 1 416 (2022)                      | 117                | modifier les données · modifier les données |
| Chastreix                            | 63098      | CC du Massif du Sancy   | 45,12            | 233 (2022)                        | 5,2                | modifier les données · modifier les données |
| Clémensat                            | 63111      | CA Agglo Pays d'Issoire | 3,21             | 121 (2022)                        | 38                 | modifier les données · modifier les données |
| Compains                             | 63117      | CC du Massif du Sancy   | 50,16            | 126 (2022)                        | 2,5                | modifier les données · modifier les données |
| Courgoul                             | 63122      | CA Agglo Pays d'Issoire | 8,44             | 61 (2022)                         | 7,2                | modifier les données · modifier les données |
| Cros                                 | 63129      | CC Dômes Sancy Artense  | 19,62            | 166 (2022)                        | 8,5                | modifier les données · modifier les données |
| Les Deux-Rives                       | 63109      | CA Agglo Pays d'Issoire | 5,11             | 842 (2022)                        | 165                | modifier les données · modifier les données |
| Égliseneuve-d'Entraigues             | 63144      | CC du Massif du Sancy   | 56,43            | 328 (2022)                        | 5,8                | modifier les données · modifier les données |
| Espinchal                            | 63153      | CC du Massif du Sancy   | 8,85             | 73 (2022)                         | 8,2                | modifier les données · modifier les données |
| Grandeyrolles                        | 63172      | CA Agglo Pays d'Issoire | 5,28             | 53 (2022)                         | 10                 | modifier les données · modifier les données |
| Labessette                           | 63183      | CC Dômes Sancy Artense  | 10,45            | 63 (2022)                         | 6,0                | modifier les données · modifier les données |
| Larodde                              | 63190      | CC Dômes Sancy Artense  | 23,04            | 290 (2022)                        | 13                 | modifier les données · modifier les données |
| Ludesse                              | 63199      | CA Agglo Pays d'Issoire | 8,47             | 495 (2022)                        | 58                 | modifier les données · modifier les données |
| Mont-Dore                            | 63236      | CC du Massif du Sancy   | 35,87            | 1 200 (2022)                      | 33                 | modifier les données · modifier les données |
| Montaigut-le-Blanc                   | 63234      | CA Agglo Pays d'Issoire | 22,26            | 923 (2022)                        | 41                 | modifier les données · modifier les données |
| Murat-le-Quaire                      | 63246      | CC du Massif du Sancy   | 11,64            | 486 (2022)                        | 42                 | modifier les données · modifier les données |
| Murol                                | 63247      | CC du Massif du Sancy   | 15,05            | 670 (2022)                        | 45                 | modifier les données · modifier les données |
| Picherande                           | 63279      | CC du Massif du Sancy   | 44,26            | 315 (2022)                        | 7,1                | modifier les données · modifier les données |
| Saint-Diéry                          | 63335      | CC du Massif du Sancy   | 24,11            | 541 (2022)                        | 22                 | modifier les données · modifier les données |
| Saint-Donat                          | 63336      | CC Dômes Sancy Artense  | 33,27            | 198 (2022)                        | 6,0                | modifier les données · modifier les données |
| Saint-Floret                         | 63342      | CA Agglo Pays d'Issoire | 12,16            | 246 (2022)                        | 20                 | modifier les données · modifier les données |
| Saint-Genès-Champespe                | 63346      | CC du Massif du Sancy   | 32,33            | 205 (2022)                        | 6,3                | modifier les données · modifier les données |
| Saint-Nectaire                       | 63380      | CC du Massif du Sancy   | 33,26            | 796 (2022)                        | 24                 | modifier les données · modifier les données |
| Saint-Pierre-Colamine                | 63383      | CC du Massif du Sancy   | 17,20            | 248 (2022)                        | 14                 | modifier les données · modifier les données |
| Saint-Sauves-d'Auvergne              | 63397      | CC Dômes Sancy Artense  | 49,86            | 1 128 (2022)                      | 23                 | modifier les données · modifier les données |
| Saint-Victor-la-Rivière              | 63401      | CC du Massif du Sancy   | 18,89            | 242 (2022)                        | 13                 | modifier les données · modifier les données |
| Saint-Vincent                        | 63403      | CA Agglo Pays d'Issoire | 5,84             | 417 (2022)                        | 71                 | modifier les données · modifier les données |
| Saurier                              | 63409      | CA Agglo Pays d'Issoire | 8,36             | 248 (2022)                        | 30                 | modifier les données · modifier les données |
| Singles                              | 63421      | CC Dômes Sancy Artense  | 20,43            | 154 (2022)                        | 7,5                | modifier les données · modifier les données |
| Solignat                             | 63422      | CA Agglo Pays d'Issoire | 11,07            | 520 (2022)                        | 47                 | modifier les données · modifier les données |
| Tauves                               | 63426      | CC Dômes Sancy Artense  | 33,95            | 700 (2022)                        | 21                 | modifier les données · modifier les données |
| La Tour-d'Auvergne                   | 63192      | CC Dômes Sancy Artense  | 48,29            | 631 (2022)                        | 13                 | modifier les données · modifier les données |
| Tourzel-Ronzières                    | 63435      | CA Agglo Pays d'Issoire | 11,77            | 202 (2022)                        | 17                 | modifier les données · modifier les données |
| Trémouille-Saint-Loup                | 63437      | CC Dômes Sancy Artense  | 12,23            | 144 (2022)                        | 12                 | modifier les données · modifier les données |
| Valbeleix                            | 63440      | CC du Massif du Sancy   | 22,41            | 145 (2022)                        | 6,5                | modifier les données · modifier les données |
| Verrières                            | 63452      | CA Agglo Pays d'Issoire | 3,28             | 74 (2022)                         | 23                 | modifier les données · modifier les données |
| Vodable                              | 63466      | CA Agglo Pays d'Issoire | 11,68            | 188 (2022)                        | 16                 | modifier les données · modifier les données |
| Canton du Sancy                      | 6329       |                         | 992,35           | 19 040 (2022)                     | 19                 | modifier les données                        |

## Démographie
En 2022, le canton comptait 19 040 habitants, en évolution de −0,91 % par rapport à 2016 (Puy-de-Dôme : +2,1 %, France hors Mayotte : +2,11 %).
| 2013   | 2018   | 2022   |
| ------ | ------ | ------ |
| 19 286 | 19 248 | 19 040 |